# Tommaso dei Cavalieri
Tommaso dei Cavalieri, également appelé Tommasco Cavalieri ou Tommaso Dei Cavalieri, né en 1509 et mort en 1587, est un noble italien.
Michel-Ange, alors âgé de 57 ans, le rencontre en 1532, et, devant son exceptionnelle beauté physique et sa grande intelligence, en tombe immédiatement amoureux, alors que celui-ci a 23 ans. Cette passion amoureuse, absolument platonique, qui va torturer Michel-Ange, va lui inspirer environ 30 sonnets et madrigaux, qu'il dédie à Tommaso, parmi les quelque 300 qu'il a écrits au cours de sa vie.
Tommaso dei Cavalieri est lui-même fin littérateur et bon dessinateur. Il est notamment l'auteur des dessins qui serviront à l'élaboration du cycle de fresques qui ornent jusqu'aujourd'hui les murs de l'oratoire du Santissimo Crocifisso, à Rome, exécutées principalement par Girolamo Muziano entre 1578 et 1584.